# Okręgowa Zwierzchnia Dyrekcja Poczty
Okręgowa Zwierzchnia Dyrekcja Poczty (niem.Oberpostdirektion), utworzona rozporządzeniem króla pruskiego z 1849 dotyczącym ujednolicenia poczty na całym obszarze Niemiec. W 1867 funkcjonowało na terenie Niemiec 26 Wyższych Okręgowych Zwierzchnich Dyrekcji Pocztowych, w tym 3 na Śląsku: we Wrocławiu, w Legnicy i Opolu. W 1860 zostały one podporządkowane Ministerstwu Handlu, Rzemiosła i Prac Publicznych. 